# Lernspiel
Unter Lernspielen versteht man Spiele, die neben einer spielerischen Handlung und dem damit implizierten Lernen dem Spieler auch gezielt Wissen zu bestimmten Themen oder bestimmte Fertigkeiten und Kulturtechniken vermitteln. Sie werden in der Spielwissenschaft auch als didaktische Spiele bezeichnet.

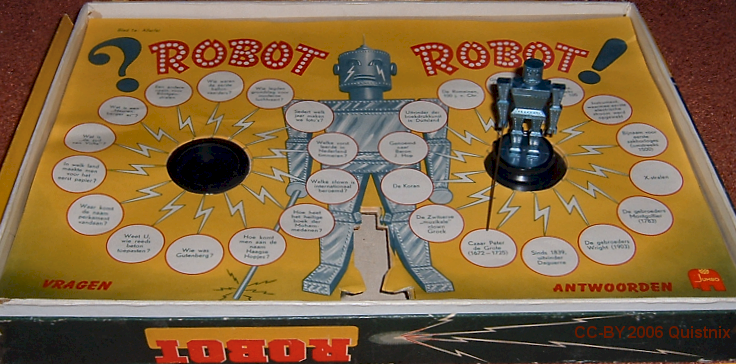
Robot – magnetisches Lernspiel (1960)

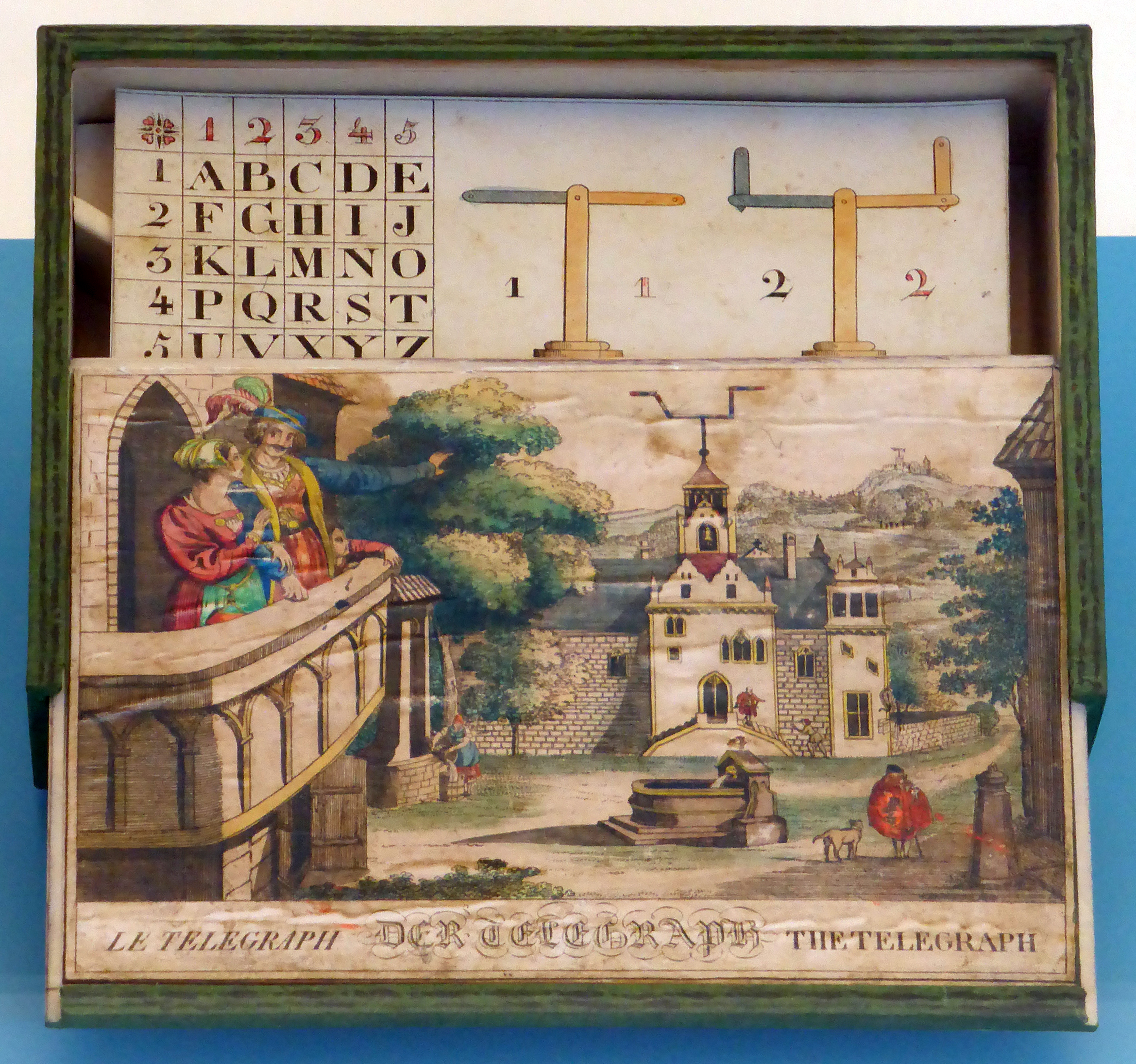
Der Telegraph, Kinderspiel zur optischen Telegrafie, 1. Hälfte des 19. Jahrhunderts

## Traditionelle und digitale Lernspiele
Spielpädagogen sind sich einig, dass alle Spiele einen (erwünschten oder auch unerwünschten) Lern- und Übungseffekt beim Spielenden erzielen können. Insofern sind Lernspiele definitorisch schwer vom allgemeinen Spielbegriff zu unterscheiden. Auch ungewollt kommt es beim Spielen zu Lernvorgängen, die auch als Inzidentelles Lernen bezeichnet werden. Es ist deshalb naheliegend, Spiele zur Vermittlung bestimmter Lernprozesse einzusetzen. Methodisch kann dies zum Beispiel in Form des Neuerwerbs, der Vervollkommnung oder der Übung und Festigung von schulbezogenem Wissen und Fähigkeiten geschehen. In historischer Perspektive sind hier etwa die Spiele Friedrich Fröbels und deren Weiterentwicklungen für Vorschule und Grundschule zu nennen. Sie sollen zum Beispiel in Form von Brettspielen mit dem Bereich des Lesenlernens oder der Rechentechniken vertraut machen.
Mit der Verbreitung von PC und Spielkonsole und der zunehmenden Bedeutung von Computerspielen (Video- und PC-Spiele, Handheld- und Handy-Spiele etc.) seit den 1980er Jahren begannen Spieleindustrie und Schulbuchverlage auch vermehrt software-basierte oder digitale Lernspiele auf den Markt zu bringen, etwa Lexidata. Diese Lernspiele richten sich sowohl an Kinder als auch an Jugendliche und Erwachsene und versuchen mehr oder minder erfolgreich, das didaktische und insbesondere das motivationale Design von unterhaltungsbezogenen digitalen Spielen zur Anregung von Bildungsprozessen zu nutzen. So ist in manchen dieser Lernspiele zum Beispiel ein Belohnungssystem enthalten, welches zur Wiederholung des Lernstoffes anreizt, indem es das Aufstellen von Rekorden ermöglicht. Motivierend soll auch das Erzählen von (interaktiven) Geschichten sein, in denen Lernaktivitäten einen besonderen Sinn erhalten. Digitale Lernspiele sind gegenwärtig meist Single-Player-Spiele, in Zukunft wird aber wohl auch das Onlinespielen über das Internet zusammen mit anderen an Bedeutung gewinnen.

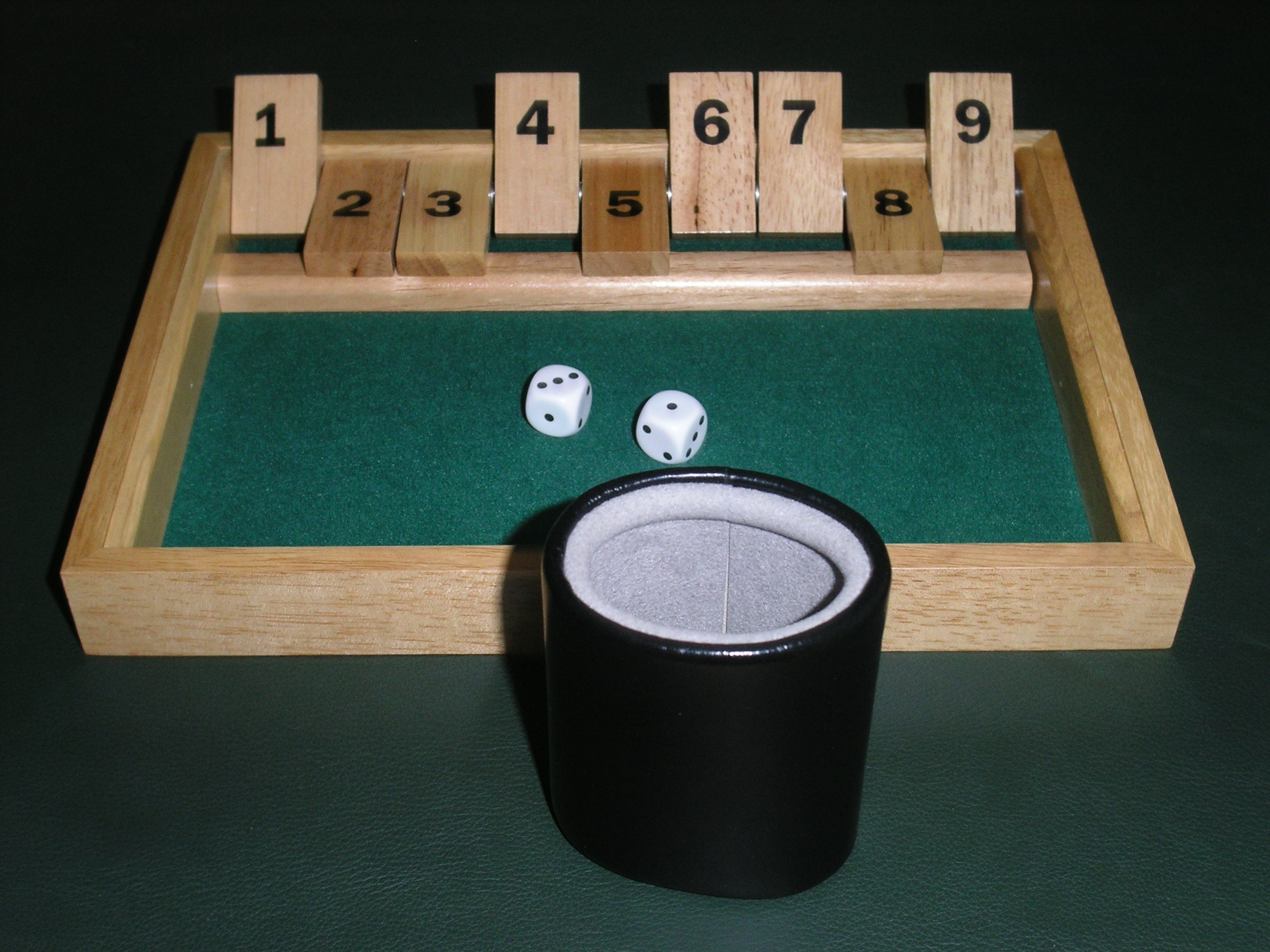
Das Klappe-Brett, ein einfaches Würfelspiel zum Einsatz im elementaren Rechenunterricht.

## Einsatz
Lernspiele werden gern in Elternhaus, Kindergarten und Schule für den Unterricht eingesetzt, weil die Freude am Spielen eine natürliche Motivation mit sich bringt. Dabei bedarf es oft wenig Vorbereitung und Einsatzmittel, wie zum Beispiel bei dem bekannten Buchstabenspiel Galgenmännchen, das sowohl im klassischen Leseunterricht als auch im Fremdsprachenunterricht eingesetzt wird. Das Spiel Schiffe versenken kann im Mathematikunterricht zur Festigung des Koordinatensystems verwendet werden. Das Spiel Stäbe werfen geht auf die Apachen-Indianer zurück. Es ermöglicht einen differenzierten Aufbau der Zählkompetenz, besonders auch des strukturierten Zählens. Zudem dient das Spiel als Modell für die Darstellung der Prozentzahlen sowie der gemeinen und der dezimalen Brüche. Das Schulwegspiel dient dem Entdecken und Einüben des sicheren Schulwegs im Rahmen der Verkehrserziehung. Stadt, Land, Fluss ist ein einfaches klassisches Lernspiel, das ebenso wie Boggle je nach Kriterien in diversen Bereichen des Sach- und Deutschunterrichts eingesetzt werden kann. Bereits Kindergartenkinder können beim Spielen des Waldschattenspiels mit den naturwissenschaftlichen Zusammenhängen von Licht und Schatten vertraut werden. Schwierigere, weil komplexe und deshalb besonders anspruchsvolle Bildungsprozesse über das Spiel setzen allerdings Grundkenntnisse in der Spieldidaktik und Spielmethodik voraus, wie sie etwa Lehrer während ihrer Ausbildung erwerben. Dem ambitionierten Spielleiter geben Warwitz / Rudolf mit einem Selbstprüfungsbogen Kriterien an die Hand, seine Eignung zum Spielleiter und seinen Verhaltenstypus in einer Persönlichkeitsanalyse selbst zu testen.
Für kommerzielle Lernspiele aus dem deutschen Sprachraum wird seit 2003 der Deutsche Lernspielpreis vergeben.

## Einzelbelege
1. ↑  Siegbert A. Warwitz, Anita Rudolf: Spielend lernen - Lernspiele. In: Dies.: Vom Sinn des Spielens. Reflexionen und Spielideen. 5. Auflage. Baltmannsweiler 2021. S. 82.
2. ↑  Anita Rudolf, Siegbert A. Warwitz: Was Spielen bewirken kann. In: Anita Rudolf, Siegbert A. Warwitz: Spielen - neu entdeckt. Grundlagen-Anregungen-Hilfen. Freiburg 1982, S. 40–45.
3. ↑  Andreas Flitner: Spielen - Lernen. Praxis und Deutung des Kinderspiels. 12. Auflage. München 2002.
4. 1 2  Matthias Bopp: Didactic Analysis of Digital Games and Game-Based Learning. In: Maja Pivec (Hrsg.): Affective and Emotional Aspects of Human-Computer Interaction. Game-Based and Innovative Learning Approaches. IOS Press, Amsterdam 2006.
5. ↑  Wolfgang Bergmann: Computer machen Kinder schlau. München 2000.
6. ↑  Siegbert A. Warwitz, Anita Rudolf: Spielregeln für Spielleiter. In: Vom Sinn des Spielens. Reflexionen und Spielideen. 5. Auflage. Baltmannsweiler 2021. S. 262–270.